# Adeline Chetail
Adeline Chetail (Semur-en-Auxois, 26 maggio 1986) è un'attrice e doppiatrice francese.

## Biografia
Attiva nel campo del doppiaggio dall'età di sette anni, è la voce ufficiale francese di Vanessa Hudgens e Christian Serratos. Inoltre è nota per aver doppiato la principessa Zelda in The Legend of Zelda: Breath of the Wild ed i personaggi protagonisti di molti film dello Studio Ghibli.

## Teatro
- 1992-1996 : Le Voyage Fantastique de Mr.Kropp di Jean-Yves Chetail, teatro Trévise
- 2006 : Le Conte des Étoiles di Adeline Chetail, centro Mandapa

## Filmografia da attrice

### Cinema
- Jusqu'au bout de la nuit, regia di Gérard Blain (1994)
- Un été indien, regia di Thadé Piasécki (1994)
- Una vita alla rovescia, regia di Rolando Colla (1998)
- Trop d'imagination !, regia di d'Adeline Chetail (1999)(cortometraggio)

### Serie televisive
- Les Bœuf-carottes, creata da Denis Amar (1995-2001)
- Le Refuge, creata da Alain Schwarstein (1995-1996)
- Julie Lescaut, creata da Alain Wermus e Dominique Tabuteau (episodi le secret de Julie e Secrets d'enfants) (2001-2003)
- Calls, creata da Timothée Hochet (serie audio, episodio 4) (2017)

### Animazione
- Disney Club (1998-2000)

## Doppiaggio

### Film non d'animazione
- Vanessa Hudgens in:
  - Thunderbirds
  - High School Musical 3: Senior Year
  - Bandslam - High School Band
  - Machete Kills
  - Sucker Punch
  - Beastly
  - Spring Breakers - Una vacanza da sballo
  - Viaggio nell'isola misteriosa
  - Suspect - Presunto colpevole
  - Non lasciarmi sola
  - Ricomincio da me
  - Polar
- Grundtvig Wester Julie in:
  - Tempelriddernes skat
  - Tempelriddernes skat II
  - Tempelriddernes skat III
- Tamzin Merchant in:
  - Orgoglio e pregiudizio
  - Dragonheart 3 - La maledizione dello stregone
- Ane Viola Semb in:
  - Magic Silver
  - Magic Silver 2 - Alla ricerca del Corno Magico
- Molly Ephraim in:
  - Paranormal Activity 2
  - Il segnato
- Sami Gayle in:
  - Stolen
  - Vampire Academy
- Summer H. Howell in:
  - La maledizione di Chucky
  - Il culto di Chucky
- Bella Thorne in:
  - Mostly Ghostly: Have You Met My Ghoulfriend?
  - You Get Me
- Ruby O. Fee in:
  - Bibi & Tina
  - Bibi & Tina: Voll verhext!

### Film d'animazione
- Nausicaä in: Nausicaä della Valle del vento
- Kiki in: Kiki - Consegne a domicilio
- Rosy (bambina) in: Balto
- Becky in: Alla ricerca della Valle Incantata 3 - Il mistero della sorgente
- Ali in: Alla ricerca della Valle Incantata 4 - La terra delle nebbie
- Principessa Jinnah in: Strings
- Arrietty in: Arrietty - Il mondo segreto sotto il pavimento
- Taffyta Muttonfudge in: Ralph Spaccatutto
- Ame (bambino) in: Wolf Children - Ame e Yuki i bambini lupo
- Nobuko Yokoyama in: La collina dei papaveri
- Kayo Horikoshi in: Si alza il vento
- Anna in: Quando c'era Marnie
- Camille e Belle in: Tall Tales
- Taffyta Muttonfudge in: Ralph spacca Internet
- Elizabeth Lyonesse in: The Seven Deadly Sins the Movie: Prisoners of the Sky
- Melissa Shield in: My Hero Academia: Two Heroes

### Film TV e miniserie TV
- Vanessa Hudgens in: High School Musical e High School Musical 2 (Gabriella Montez), Grease: Live (Betty Rizzo), Nei panni di una principessa (Lady Margaret Delacourt/Stacy De Novo)
- Jinx in: Arcane

### Serie TV e serial TV
- Sarah Ramos in: (7 serie)
  - American Dreams: Patricia "Patty" Pryor
  - Runaway - In fuga: Hannah Rader/Kate Holland
  - Lie to Me: Riley Berenson
  - Parenthood: Haddie Braverman
  - Private Practice: Holly
  - The Affair - Una relazione pericolosa: Audrey
  - Midnight, Texas: Creek Lovell
- Tammin Sursok in: (3 serie)
  - Febbre d'amore: Colleen Carlton
  - Hannah Montana: Siena
  - Pretty Little Liars: Jenna Marshall
- Lyndsy Fonseca in: (3 serie)
  - CSI - Scena del crimine: Megan Cooper
  - Dr. House - Medical Division: Addie
  - I segreti di Wisteria Lane: Dylan Mayfair
- Christian Serratos in: (2 serie)
  - Ned - Scuola di sopravvivenza: Suzie Crabgrass
  - The Walking Dead: Rosita Espinosa
- Tamzin Merchant in: (2 serie)
  - I Tudors - Scandali a corte: Katherine Howard
  - Salem: Anne Hale
- Precious Mustapha in:
  - Fate: The Winx Saga: Aisha

### Videogiochi
- Final Fantasy XIV (2010): Nanamo Ul Namo
- The Elder Scrolls V: Skyrim (2011): personaggi infantili
- Kinectimals (2012): Lina
- LittleBigPlanet PS Vita (2012): Marianne Noisette
- Dance Central 3 (2012): Lil'T
- PlayStation All-Stars Battle Royale (2012): Katy Kat
- Call of Duty: Black Ops II (2012): Misty
- The Last of Us  (2013): Ellie
- Infamous: Second Son (2013): Celia
- Il professor Layton vs Phoenix Wright: Ace Attorney (2014): Rose Morthem
- Far Cry 4 (2014): Bhadra
- Resident Evil: Revelations 2 (2015): Moira Burton
- Assassin's Creed: Syndicate (2015): Clara
- Fallout 4 (2015): Kasumi Nakano (DLC Far Harbor)
- XCOM 2 (2016): Dottor Lily Shen
- Overwatch (2016): Mei
- Seasons After Fall (2016): seme
- Final Fantasy XV (2016): Iris Amicitia
- The Legend of Zelda: Breath of the Wild (2017): Zelda
- Horizon Zero Dawn (2017): Arana
- Destiny 2 (2018): Anastasia Bray
- Call of Duty: Black Ops IIII (2018): Samantha Maxis
- Spyro: Reignited Trilogy (2018): Bianca

### Webserie
- Out With Dad[2]: Lindsey Middleton (Vanessa)